# سد باب الوطا
سد باب الوطا هو أحد السدود المائية على واد بوسبع شمال المملكة المغربية. يتواجد سد باب الوطا شرق مدينة فاس بإقليم تازة (بلدية تاهلة) ويضم حقينة مائية ب 45.000 متر مكعب.